# Liste der Kulturgüter in Brünisried
Die Liste der Kulturgüter in Brünisried enthält alle Objekte in der Gemeinde Brünisried im Kanton Freiburg, die gemäss der Haager Konvention zum Schutz von Kulturgut bei bewaffneten Konflikten, dem Bundesgesetz vom 20. Juni 2014 über den Schutz der Kulturgüter bei bewaffneten Konflikten sowie der Verordnung vom 29. Oktober 2014 über den Schutz der Kulturgüter bei bewaffneten Konflikten unter Schutz stehen.
Objekte der Kategorie A sind im Gemeindegebiet nicht ausgewiesen, Objekte der Kategorie B sind vollständig in der Liste enthalten, Objekte der Kategorie C fehlen zurzeit (Stand: 13. Oktober 2021). Unter Übrige Baudenkmäler sind zusätzliche geschützte Objekte zu finden, die im Planungs- und Baureglement der Gemeinde aufgeführt und nicht bereits in der Liste der Kulturgüter enthalten sind.

## Kulturgüter
| Foto |                                                                      | Objekt                                                                  | Kat. | Typ | Standort                          | Beschreibung |
| ---- | -------------------------------------------------------------------- | ----------------------------------------------------------------------- | ---- | --- | --------------------------------- | ------------ |
| ja   | Datei hochladen · Wikidata zu Kapelle St. Antonius Eremita (Q998308) | Kapelle St. Antonius Eremita, sogenanntes Buechechäppeli KGS-Nr.: 12376 | B    | G   | Schöni Buecha 100 586829 / 178210 |              |

## Übrige Baudenkmäler
| ID  | Foto |                                                          | Objekt                         | Typ | Standort                        | Beschreibung |
| --- | ---- | -------------------------------------------------------- | ------------------------------ | --- | ------------------------------- | ------------ |
| 1   |      | Datei hochladen                                          | Bauernhaus (1777)              | G   | Bärg 3                          |              |
| 2   |      | Datei hochladen                                          | Bauernhaus (1682)              | G   | Bärg 4                          |              |
| 02b |      | Datei hochladen                                          | Wegkreuz                       | K   | Bärg                            |              |
| 02c |      | Datei hochladen                                          | Wegkreuz                       | K   | Aegerten                        |              |
| 02c |      | Datei hochladen                                          | Wegkreuz                       | K   | Dorf                            |              |
| 02d |      | Datei hochladen                                          | Kreuz                          | K   | Grabers Land                    |              |
| 3   |      | Datei hochladen                                          | Bauernhaus (18./19. Jh.)       | G   | Buecha 17                       |              |
| 03  | ja   | Datei hochladen · Wikidata zu Kirche (1971) (Q120752433) | Kirche (1971)                  | G   | Freiburgstrasse 587844 / 178803 |              |
| 4   |      | Datei hochladen                                          | Bauernhaus (18./19. Jh.)       | G   | Oberer Wijer 21                 |              |
| 5   |      | Datei hochladen                                          | Bauernhaus (18./19. Jh.)       | G   | Oberer Wijer 22                 |              |
| 6   |      | Datei hochladen                                          | Bauernhaus (1. Hälfte 19. Jh.) | G   | Buecha 25                       |              |
| 7   |      | Datei hochladen                                          | Wohnhaus (1859)                | G   | Menzisberg 32                   |              |
| 8   |      | Datei hochladen                                          | Bauernhaus (1634)              | G   | Menzisberg 35                   |              |
| 9   |      | Datei hochladen                                          | Bauernhaus (17. Jh.)           | G   | Menzisberg 36                   |              |
| 10  |      | Datei hochladen                                          | Speicher (1634)                | G   | Menzisberg 37                   |              |
| 11  |      | Datei hochladen                                          | Bauernhaus (19. Jh.)           | G   | Menzisberg 38                   |              |
| 12  |      | Datei hochladen                                          | Bauernhaus (1830)              | G   | Dorf 49                         |              |
| 13  |      | Datei hochladen                                          | Bauernhaus (um 1800)           | G   | Dorf 50                         |              |
| 15  |      | Datei hochladen                                          | Bauernhaus (1642)              | G   | Dorf 58                         |              |
| 16  |      | Datei hochladen                                          | Wohnhaus (1746)                | G   | Dorf 60a                        |              |
| 17  |      | Datei hochladen                                          | Bauernhaus (18. Jh.)           | G   | Aegerten 69                     |              |
| 18  |      | Datei hochladen                                          | Schlössli von Aegerten (1637)  | G   | Aegerten                        |              |
| 19  |      | Datei hochladen                                          | Bauernhaus (1787)              | G   | Aegerten 74                     |              |
| 20  |      | Datei hochladen                                          | Bauernhaus (1. Hälfte 19. Jh.) | G   | Holzgassa 85                    |              |
| 21  |      | Datei hochladen                                          | Wohnhaus / Schulhaus (19. Jh.) | G   | Allmend 92                      |              |
| 22  |      | Datei hochladen                                          | Bauernhaus (19. Jh.)           | G   | Steingrueba 93                  |              |
| 23  |      | Datei hochladen                                          | Wohnhaus (um 1900)             | G   | Underi Weid 103                 |              |
| 24  |      | Datei hochladen                                          | Bauernhaus (1698)              | G   | Aegerten 72                     |              |
| 25  |      | Datei hochladen                                          | Bauernhaus (19. Jh.)           | G   | Dorf 55                         |              |
| 26  |      | Datei hochladen                                          | Wohnhaus (um 1900)             | G   | Dorf 52                         |              |

Legende: Siehe Legende der Liste der Kulturgüter von nationaler und regionaler Bedeutung. Anstelle der KGS-Nummer wird als Objekt-Identifikator (ID) die Inventarnummer im Planungs- und Baureglement der Gemeinde verwendet.